# Hugo: Frog Fighter
Hugo: Frog Fighter è un videogioco platform in 3D del 2002 sviluppato e pubblicato dalla software house ITE Media, esclusivamente per la console PlayStation. Esso è uno spin-off della serie di Hugo, il venticinquesimo gioco in ordine di produzione.

## Trama
I coccodrilli soldato di Don Croco, l'assistente di Scilla, hanno catturato tutte le rane e hanno intenzione di mangiarle in un grande barbecue. Hugo si propone di salvarle dalla morte.

## Modalità di gioco
Il gameplay di Hugo: Frog Fighter è simile a quello di Frogger della Konami. Come in quel titolo si svolge con una prospettiva a volo d'uccello su una singola schermata per livello. Il giocatore prende il controllo di Hugo, il quale ha a disposizione solo quattro vite e deve saltare su una serie di piattaforme che vanno da tronchi galleggianti a bolle di gas e rocce. In un punto preciso di ogni area è posizionata una chiave: Hugo la deve prendere in modo da liberare la rana ingabbiata. Una volta salvata la rana, apparirà un'altra chiave, che questa volta fa sbloccare l'uscita del livello. A volte bisogna evitare nemici come ragni e pesci saltatori, che nel caso si scontrano con Hugo gli fanno perdere una vita. Dopo aver completato un livello, viene fornita una password che può essere utilizzata per saltare quel livello la prossima volta che si gioca, o per continuare la sessione quando le vite si esauriscono.

## Accoglienza
Ci sono solo quattro recensioni presenti sul Web riguardo a Hugo: Frog Fighter. Il sito Gamesector.dk gli dà un punteggio positivo di 7/10. Al contrario, la rivista Play gli assegnò negativamente un 2 spaccato, ritenendolo un gioco per bambini così terribilmente difficile. Anche il voto di Official UK PlayStation Magazine è negativo ma leggermente più alto (4/10), definendolo una versione glorificata di Frogger. La controparte ceca della rivista diede il 2/10, riassumendo che un vecchio gioco con una grafica migliorata resta pur sempre un gioco vecchio e usurato.